# Spider-Man: No Way Home
Spider-Man: No Way Home is een Amerikaanse superheldenfilm uit 2021, gebaseerd op de gelijknamige stripfiguur van Marvel Studios. De film is het vervolg op Spider-Man: Far From Home uit 2019 en is de 27e film uit het Marvel Cinematic Universe. De film is geregisseerd door Jon Watts en geschreven door Chris McKenna en Erik Sommers. Tom Holland keert weer terug in de rol van Peter Parker/Spider-Man, evenals Tobey Maguire en Andrew Garfield.
Spider-Man: No Way Home is geproduceerd door Columbia Pictures en Marvel Studios en gedistribueerd door Sony Pictures Releasing. De film ging in première op 13 december 2021 in het Fox Village Theatre in Westwood, Los Angeles.

## Verhaal
Nadat Quentin Beck Peter Parker erin heeft geluisd voor moord en zijn identiteit als Spider-Man onthult, worden Parker, zijn vriendin MJ, beste vriend Ned Leeds en tante May ondervraagd door het Department of Damage Control. Advocaat Matt Murdock laat de aanklacht van Parker intrekken, maar de groep worstelt met negatieve publiciteit. Nadat de MIT-aanvragen van Parker, MJ en Ned zijn afgewezen, gaat Parker naar het New York Sanctum om Stephen Strange om hulp te vragen. Strange spreekt een spreuk uit waardoor iedereen zou vergeten dat Parker Spider-Man is, maar deze wordt beschadigd wanneer Parker herhaaldelijk om wijzigingen vraagt om zijn dierbaren hun herinneringen te laten behouden. Strange bevat de spreuk om het te stoppen en zorgt ervoor dat Parker vertrekt.
Parker probeert een MIT-beheerder te overtuigen om de toepassingen van MJ en Ned te heroverwegen, maar wordt aangevallen door Otto Octavius. Octavius scheurt Parker's nanotechnologie uit zijn Iron Spider-pak dat zich hecht aan zijn mechanische tentakels en Parker in staat stelt ze uit te schakelen. Terwijl Norman Osborn arriveert en aanvalt, teleporteert Strange Parker terug naar het Sanctum en sluit Octavius op in een cel naast Curt Connors. Strange legt uit dat voordat hij de corrupte spreuk kon bevatten, hij een aantal mensen uit andere universums had opgeroepen die de identiteit van Spider-Man kennen. Hij geeft Parker, MJ en Ned de opdracht om ze te vinden en te vangen; ze zijn in staat om Max Dillon en Flint Marko te lokaliseren en terug te halen.
Osborn herwint de controle over zichzelf van zijn gespleten persoonlijkheid als Green Goblin. Hij gaat naar een F.E.A.S.T. gebouw waar May hem troost voordat Parker hem ophaalt. Terwijl ze hun gevechten met Spider-Man bespreken, realiseren Osborn, Octavius en Dillon zich dat ze vlak voor hun dood uit hun universum zijn gehaald. Parker stelt dat ze eerst de krachten en waanzin van de schurken moeten genezen om hun dood bij hun terugkeer te voorkomen. Parker steelt de betovering, vangt Strange in the Mirror Dimension en neemt, samen met May, de schurken mee naar het appartement van Happy Hogan. Hij geneest Octavius, maar Osborns Goblin-personage neemt de controle over en overtuigt de niet-genezen schurken om Parker te verraden. Terwijl Dillon, Marko en Connors ontsnappen, verwondt de Goblin May dodelijk. Voordat ze sterft, vertelt May aan Parker dat "met grote kracht ook een grote verantwoordelijkheid moet komen".
Ned ontdekt dat hij portalen kan maken met Strange's slingerring, die hij en MJ gebruiken om Parker te vinden. Ze vinden in plaats daarvan alternatieve versies van Parker uit universums van de schurken die ook werden opgeroepen door Strange's spreuk en die de bijnaam "Peter-Two" (Tobey Maguire) en "Peter-Three" (Andrew Garfield) hebben. De groep vindt Parker van dit universum, bijgenaamd "Peter-One" (Tom Holland), die klaar is om op te geven en de schurken naar huis te sturen. De alternatieve Parkers delen verhalen over het verlies van dierbaren en moedigen Peter-One aan om te vechten ter ere van May, en de drie Parkers ontwikkelen remedies voor de schurken.
De groep lokt Dillon, Marko en Connors naar het Vrijheidsbeeld. Peter-One en Peter-Two genezen Connors en Marko terwijl Octavius arriveert om Dillon te helpen genezen, en Ned bevrijdt Strange uit de Mirror Dimension met een portaal. De Goblin verschijnt en ontketent de ingesloten spreuk, die meer mensen uit andere universums naar binnen trekt. Strange probeert ze op afstand te houden terwijl een woedende Peter-One de Goblin probeert te doden met zijn glider. Peter-Two houdt hem tegen en Peter-Three helpt Peter-One de Goblin te injecteren met zijn genezing, waardoor Osborn's geestelijke gezondheid wordt hersteld. Peter-One realiseert zich dat de enige manier om het multiversum te beschermen is om zichzelf uit ieders geheugen te wissen en verzoekt Strange dat te doen, terwijl hij MJ en Ned belooft dat hij ze weer zal vinden. De betovering wordt uitgesproken en iedereen keert terug naar hun respectievelijke universums, inclusief Eddie Brock, die een stuk van de Venom-symbiot achterlaat. Twee weken later bezoekt Parker MJ en Ned om zichzelf opnieuw voor te stellen, maar hij besluit het niet te doen. Terwijl hij rouwt bij het graf van May, heeft hij een gesprek met Hogan en wordt hij geïnspireerd om door te gaan, een nieuw pak te maken en zijn waakzaamheid te hervatten.

## Rolverdeling
| Acteur               | Rol                                        |
| -------------------- | ------------------------------------------ |
| Tom Holland          | Peter Parker 1 / Spider-Man                |
| Tobey Maguire        | Peter Parker 2 / Spider-Man                |
| Andrew Garfield      | Peter Parker 3 / Spider-Man                |
| Zendaya              | Michelle "MJ" Jones-Watson                 |
| Benedict Cumberbatch | Stephen Strange / Doctor Strange           |
| Jacob Batalon        | Ned Leeds                                  |
| Marisa Tomei         | May Parker                                 |
| Willem Dafoe         | Norman Osborn / Green Goblin               |
| Alfred Molina        | Otto Octavius / Doctor Octopus             |
| Thomas Haden Church  | Flint Marko / Sandman                      |
| Rhys Ifans           | Dr. Curt Connors / Lizard                  |
| Jamie Foxx           | Max Dillon / Electro                       |
| Jon Favreau          | Happy Hogan                                |
| Benedict Wong        | Wong                                       |
| Tony Revolori        | Flash Thompson                             |
| J.K. Simmons         | J. Jonah Jameson                           |
| Angourie Rice        | Betty Brant                                |
| Arian Moayed         | Agent P. Cleary                            |
| Paula Newsome        | MIT Assistente Vicekanselier               |
| Martin Starr         | Mr. Roger Harrington                       |
| J.B. Smoove          | Mr. Julius Dell                            |
| Hannibal Buress      | Coach Andre Wilson                         |
| Charlie Cox          | Matt Murdock                               |
| Mary Rivera          | Ned's Lola                                 |
| Gary Weeks           | Agent Foster                               |
| Jwaundace Candece    | Damage Control Agente                      |
| Pat Kiernan          | Zichzelf                                   |
| Jorge Lendeborg Jr.  | Jason Ionello                              |
| Alysia Reiner        | Agent Sadie Deever                         |
| Tom Hardy            | Eddie Brock / Venom (post-credits scene)   |
| Cristo Fernández     | Barman (post-credit scène)                 |
| Jake Gyllenhaal      | Qeuntin Beck / Mysterio (archiefmateriaal) |
| Dawn Michelle King   | E.D.I.T.H. (stem) (archiefmateriaal)       |
| Zach Cherry          | Klev (stem) (archiefmateriaal)             |

## Achtergrond
Voor deze film keerden meerdere oud-acteurs terug uit eerdere Spider-Man-films die officieel niet tot de Marvel Cinematic Universe horen en sommige zelfs jaren daarvoor gemaakt zijn. Zo keerden Tobey Maguire, Willem Dafoe, Alfred Molina en Thomas Haden Church terug uit de eerste Spider-Man-filmreeks met films die uitgebracht zijn tussen 2002 en 2007, waar de films Spider-Man, Spider-Man 2 en Spider-Man 3 deel van uitmaken. Hierin waren Maguire en Dafoe in alle drie de films te zien, Molina enkel in de tweede film, en Haden Church in de derde film. Daarnaast keerden tevens Andrew Garfield, Rhys Ifans en Jamie Foxx terug uit de tweede Spider-Man-filmreeks met films uit 2012 en 2014: The Amazing Spider-Man en The Amazing Spider-Man 2. Hierin was Garfield in beide films te zien, Ifans enkel in de eerste film en Foxx in de tweede film.